# Manota natalensis
Manota natalensis är en tvåvingeart som beskrevs av Jaschof och Mikhail B. Mostovski 2006. Manota natalensis ingår i släktet Manota och familjen svampmyggor. Inga underarter finns listade i Catalogue of Life.